# اوولد جفرسن (لوئیزیانا)
اوولد جفرسن (به انگلیسی: Old Jefferson) شهری در ایالت لوئیزیانا کشور ایالات متحده آمریکا است که جمعیت آن در سرشماری سال ۲۰۱۰ میلادی، ۶٬۹۸۰ نفر بوده‌است.